# Сотницько-Балківська сільська рада
| Сотницько-Балківська сільська рада — колишній орган місцевого самоврядування у Новоукраїнському районі Кіровоградської області з адміністративним центром у с. Сотницька Балка. Сільській раді підпорядковані населені пункти: - с. Сотницька Балка - с. Арепівка - с. Воронівка - с. Єгорівка - с. Схід - с. Улянівка |

## Склад ради
Рада складається з 12 депутатів та голови.

### Керівний склад ради
| ПІБ                            | Основні відомості                                                                       | Дата обрання | Дата звільнення |
| ------------------------------ | --------------------------------------------------------------------------------------- | ------------ | --------------- |
| Холодович Наталя Олександрівна | Сільський голова, 1972 року народження, освіта, Всеукраїнське об'єднання 'Батьківщина'  | 26.03.2006   | 31.10.2010      |
| Косенко Станіслав Леонідович   | Сільський голова, 1968 року народження, освіта середня спеціальна, член Партії регіонів | 31.10.2010   | 11.12.2011      |
| Онисько Ольга Миколаївна       | Сільський голова, 1964 року народження, освіта середня спеціальна, член Партії регіонів | 11.12.2011   | 22.01.2014      |

Примітка: таблиця складена за даними джерела

## Населення
Згідно з переписом УРСР 1989 року чисельність наявного населення сільської ради становила 869 осіб, з яких 396 чоловіків та 473 жінки.
За переписом населення України 2001 року в сільській раді мешкало 787 осіб.

### Мова
Розподіл населення за рідною мовою за даними перепису 2001 року:
| Мова       | Відсоток |
| ---------- | -------- |
| українська | 91,88 %  |
| молдовська | 4,06 %   |
| російська  | 3,68 %   |
| білоруська | 0,38 %   |